# 基斯華達足球會
基斯華達足球會（Kisvárda FC）是一支位於匈牙利瓦爾達的職業足球會，目前於匈牙利足球甲級聯賽角逐。

## 外部連結
- Official website（页面存档备份，存于） （匈牙利文）